# Taza (Marroc)
Taza (amazic: ⵜⴰⵣⴰ; àrab: تازة, Tāza) és una ciutat al nord-est del Marroc de 144.000 habitants (2004), que ocupa el corredor entre el Rif i l'Atles Mitjà. Està situada a una altitud de 550 m. Es troba a 150 km de Nador (nord-est), a 185 quilòmetres d'Oujda (est) i a 150 de Fes (oest). La plana on es troba és anomenada "trouée de Taza" i està regada pel uadi Inaouene, afluent del Sebou. És capital de la província de Taza a la regió de Taza-Al Hoceima-Taounate.

## Història
S'han trobat diverses restes prehistòriques a la regió, i tombes en hipogeu. Els llocs principals són les gorgues de Loghmari i el pont de Qarn Ennasrani. Sota cartaginesos, romans i bizantins no s'esmenta la regió. Els habitants haurien donat suport als idríssides i a la mort d'Idris II el 828 el seu fill Daud o Dawud va rebre les regions de Houara (Huara), Tsul (Tsoul), Miknasa i Ghiata, situades de la plana de Taza cap a l'est. En aquest moment Taza era un establiment dels miknasa. Entre el segle viii i el segle x Taza fou el lloc principal de la regió. El 909 el governador idríssida de Tsul, Taza i Meknès, Masala ibn Habus, un cap dels amazics zenata de la tribu miknasa, es va separar de l'obediència idríssida i es va declarar pel califa fatimita. Es va apoderar de la Djebala (la muntanya) i va lluitar contra els idríssides amb el suport del seu cosí, un altre cap miknasa de nom Musa ibn Abi l-Afiya el qual va acabar dominant el Marroc lluitant contra els idríssides; la família miknasa dels Banu l-Afia no va ser sempre pro-fatimita, doncs després va dependre del califa de Còrdova. Haurien tingut cert poder local fins al segle xi quan van arribar els almoràvits. Foren però els almohades sota Abd-al-Mumin ibn Alí el 1133 els que van ocupar la població, van fundar el ribat i van fortificar l'assentament. Abd al-Mumin es va aturar a Taza i no va seguir cap al Rif. Taza va jugar llavors el paper de fortalesa de frontera amb els almoràvits, vigilant la ruta de Fes; les muralles construïdes aleshores encara es conserven. Més tard foren els marínides els que van amenaçar Taza; sense defensors almohades, els benimerins la van ocupar el 1216 i van reforçar les fortificacions; la gran mesquita fou embellida el 1294 i 1353. El 1282 l'abdalwadita Abu Hammu II la va atacar i assetjar durant set dies, però no la va poder ocupar i es va haver de retirar.
Vers el 1500 Lleó l'Africà descriu la ciutat que considera la tercera del regne, el govern de la qual corresponia al segon fill dels sultans wattàsides de Fes. Calcula la població en cinc mil persones, amb força jueus. Probablement fou el sultà sadita Àhmad al-Mansur que la va dotar d'un bastió que encara subsisteix per protegir-la contra els turcs d'Alger i assegurar les fonts d'aigua. Però en realitat la fortalesa va servir més pels pretendents que s'aixecaven contra el sultà: el 1596 an-Nàssir ibn al-Ghàlib bi-L·lah, un nebot d'al-Mansur, es va revoltar amb ajut portuguès, i es va establir a Taza; el 1644 l'alauita Mulay al-Rashid la va fer servir de base per atacar Fes; el 1673 s'hi va revoltar Ahmad ibn Muhriz contra el seu oncle el sultà Mulay Ismail; aquest hi va edificar alguns monuments religiosos. El 1844 Abd al-Rahman ben Hisham va reunir als homes de la tribu Ghiyata de la regió de Taza per lluitar contra els francesos però aquests van triomfar a Isly. El 1874 Mulay Hassan va fer una expedició contra la tribu Ghiyata, tenint a Taza com a base. El 1895 Abd al-Aziz ben al-Hassan hi va enviar un cos expedicionari per establir i reforçar la seva autoritat a Taza; el 1902 el pretendent Bu Hmara s'hi va proclamar sultà, però en fou expulsat el 1909 sent capturat; en els combats la mellah jueva fou destruïda (1905) i els habitants van fugir a Melilla, a Debdou o a Tlemcen i molt pocs van retornar més tard.
Els francesos van ocupar Taza el 10 de maig de 1914 i la van emprar com a base per les operacions al Rif i a les muntanyes del sud contra els Ghiyata i els Wazain que foren sotmesos el 1928. Els francesos van crear campaments militars i a partir de 1920 una nova població a la que aviat van arribar molts europeus. El 1939 tenia 35.000 habitants però el 1980 havia passat a 108.000. La província de Taza tenia en aquest any 616.000 habitants.

## Llocs interessants
- Marché aux Grains i altres mercats (Souks)
- Mesquita dels Andalusins amb minaret del segle xii i mesquita almohade (segle xii)
- Palau de Dar al-Makhzan (segle XVII)
- Porta Bab Jamaa i porta Bab el-Rih
- Bastió (Bastiyun) del segle XVI
- Muralles

## Agermanaments
- Srebrenica, a Bòsnia-Hercegovina
- Dole a França